# گاوسفید کوچک
گاوسفید کوچک، روستایی از توابع بخش ریگ شهرستان گناوه در استان بوشهر در ایران است.

## جمعیت
این روستا در دهستان رودحله قرار دارد و بر اساس سرشماری سال ۱۳۸۵ آمار رسمی جمعیت آن ۸۴نفر (۲۰خانوار) می‌باشد.